# 许珀耳涅斯特拉
许珀耳涅斯特拉（希腊语：Ὑπερμνήστρα、英语：Hypermnestra）是希腊神话中达那俄斯的50个女儿之一，为长女。她和埃古普托斯的50个儿子中的林叩斯结婚，由于她太爱丈夫了，所以她违抗父命，在新婚之夜保全了心爱的丈夫的性命。因此才幸免于难，没有像其他49位姐妹那样被神灵发配到地府最底层的塔耳塔洛斯，承受永无止境地往无底桶里灌水的刑罚。

## 资料来源
- 《神话辞典》，（苏联）M·H·鲍特文尼克等，统一书号：2017·304